# Har du sett herr Kantarell

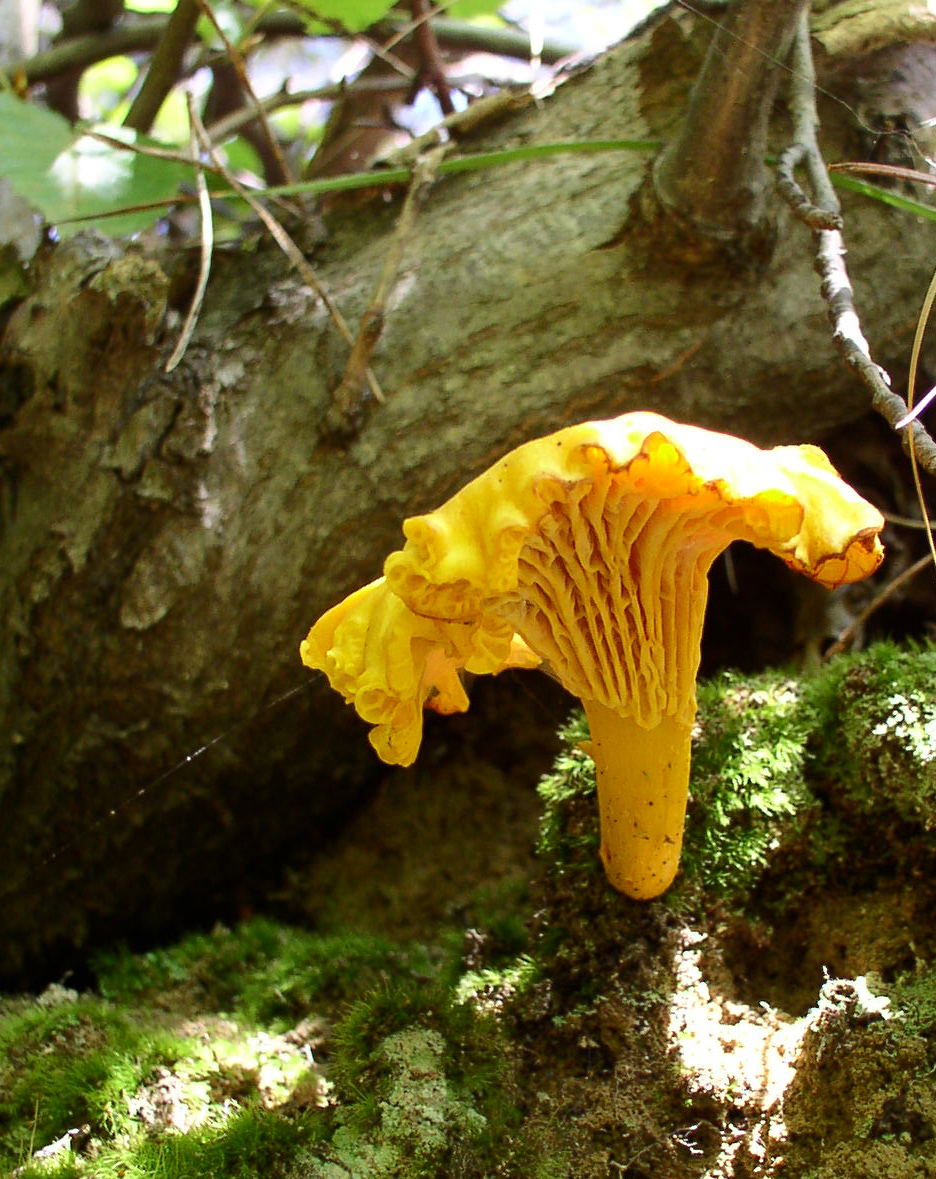
En kantarell.

Har du sett herr Kantarell är en barnvisa med text av Jeanna Oterdahl (1879–1965), tonsatt av Herman Palm (1863–1942).
Visan handlar om kantarellen, en av de vanligaste matsvamparna i Sverige. Den sjungs ofta i förskolor och andra skolor under svampsäsongen. Den ingick i Blommornas bok (1905), där kallad Kantareller, och finns i sångboken Nu ska vi sjunga.
Första versen av sju lyder: 
"Har du sett herr Kantarell, bort i enebacken? / Han kom dit i förrgår kväll med sin hatt på nacken / Den är gul och den är grann, passar just en sådan man / passar åt herr Kantarell bort i enebacken." 
I dag är det vanligtvis endast de tre första verserna som återges i tryck, möjligen för att den fjärde och femte versen innehåller referenser till såväl barnaga som traditionell könsrollsuppfostran. 
I fjärde versen sjungs: "Lilla Kalle Kantarell slog sin lilla syster/ »Kalle, kom, skall du få smäll!» / talar mamma dyster. / Kalle, nyss så käck och stolt, gråter på sin fina kolt / lilla Kalle Kantarell slog sin lillasyster"
I femte versen sjunger pappa kantarell till sin dotter: "»Är du alltid flink som nu, blir du nog en duktig fru»"
I sjätte och sjunde versen plockas dessutom hela Familjen Kantarell och hamnar under vånda i grytan:
"Stackars pappa Kantarell puttrar i en gryta. / Stackars mamma Kantarell ville gärna byta. / Men som läcker sommarmat hamna alla på ett fat / och Du äter Kantarell och vill inte byta."

## Övrigt
Det har skämtsamt sagts att Jeanna Oterdahl skrev visan för att ha kantarellerna för sig själv, då de företrädesvis växer i löv- och tallskog.

## Publikation
- Nu ska vi sjunga, 1943, som "Kantareller" under rubriken "Årstiderna".
- Barnens svenska sångbok, 1999, under rubriken "året runt", som "Kantareller"

## Inspelningar
En tidig inspelning gjordes i akustisk version av Emma Meissner i Stockholm den 17 januari 1914.